# Ocean Vigour
Die Ocean Vigour war ein Frachtschiff des Ocean-Typs. Besondere Bekanntheit erlangte das Schiff durch seinen Einsatz bei der Operation Igloo, und mehr noch bei der Operation Oasis, in deren Rahmen die Passagiere der Exodus nach Deutschland deportiert wurden.

## Geschichte

### Bau und Kriegseinsatz
Das Schiff wurde auf Permanente Metals Corporation’s #1 Werft gebaut, einer der neun Notwerften der Todd-California Shipbuilding Corp., die 1940 für den Bau der Ocean-Schiffe für Großbritannien errichtet wurden. Die Hälfte der 60 Ocean-Schiffe wurden bei Todd-California gebaut, alle dieser Schiffe trugen Namen die mit „Ocean“ begannen, und deren zweiter Teil mit dem Buchstaben „V“ anfing. Die anderen 30 Schiffe wurden bei Todd-Bath Iron Shipbuilding Corp. in Portland gebaut. Auch diese Schiffe trugen Namen die mit „Ocean“ begannen, der zweite Namensteil jener Schiffe begann aber nie mit „V“.
Der Bau des Ocean-Schiffstyps benötigte wenig Zeit; das Bauprinzip des Ocean-Typs wurde für die Liberty-Schiffe noch weiter verbessert und verfeinert. Die Ocean Vigour lief als dreizehntes Ocean-Schiff bei Todd-California bzw. vierzehntes Ocean-Schiff überhaupt am 14. Februar 1942 vom Stapel und wurde bereits im darauffolgenden Monat in Dienst gestellt. Den Kriegseinsatz überstand das Schiff ohne nennenswerte Vorkommnisse.
1946 wurde das Frachtschiff zum Deportationsschiff umgebaut, um im Rahmen der Operation Igloo illegale Einwanderer von Palästina nach Britisch-Zypern zu deportieren. Dazu wurde das Schiff mit starken Drahtzäunen zum schwimmenden Gefängnis umgebaut. 1948 erfolgte der Verkauf an zivile Betreiber, das Schiff wurde unter wechselnden Eignern und verschiedenen Namen als Frachtschiff eingesetzt. 1957 wurde es nach Genua verkauft, und nach zehnjährigem Einsatz in La Spezia verschrottet.

### Deportationsschiff
Als Deportationsschiff kam die Ocean Vigour ab November 1946 zum Einsatz, als die Passagiere der Latrun nach Zypern deportiert wurden. Weitere Fahrten im Rahmen der Operation Igloo waren im Juni 1947 mit den Passagieren der Yehuda Halevi, und Ende Dezember 1947 mit den Passagieren der 19th November. Am 2. April 1947 wurde die Ocean Vigour im Hafen von Famagusta Ziel eines Sabotageanschlags der Palyam-Gruppe Ha’Chulya, die mit einer selbstgebauten Wasserbombe ein Loch in den Schiffsrumpf sprengten. Der Schaden konnte jedoch bald wieder repariert werden.
Ab dem 18. Juli 1947 wurde die Ocean Vigour gemeinsam mit den beiden anderen Deportationsschiffen Empire Rival und Runnymede Park für die Operation Oasis eingesetzt, die sie weltweit bekannt machte. Kommandant während dieser Fahrt war Meier Schwarz. Von den Passagieren der Exodus wurden in Haifa 1.464 Personen auf die Ocean Vigour verlegt, die zunächst nach Port-de-Bouc bei Marseille fuhr. Dort verließen nur wenige Passagiere das Schiff, die meisten weigerten sich von Bord zu gehen. Die Deportationsschiffe fuhren daraufhin zunächst nach Gibraltar weiter, dann nach Hamburg. Als erstes der drei Schiffe lief die Ocean Vigour am 8. September in Hamburg ein und legte gegen 6 Uhr morgens – wahrscheinlich – am Petersenkai beim Schuppen 29 an. Nur ein Teil der Passagiere befolgten die in sechs Sprachen gegebene Anweisung, das Schiff widerstandslos zu verlassen. Die restlichen Personen wurden von rund 300 britischen Soldaten mit Gummiknüppel, Schlagstöcken, Wasserschläuchen und Tränengas aus dem Schiff getrieben. Das weltweit negative Echo, das die Operation Oasis auslöste, bewegte die britische Regierung dazu keine weiteren illegalen Einwanderer mehr nach Europa zu deportieren. Die Ocean Vigour wurde weiterhin für die Deportationsfahrten nach Zypern eingesetzt. Mit Ende des britischen Mandats für Palästina wurde das Schiff vom MoWT an zivile Betreiber verkauft.